# Joslain Djeria
Joslain Djeria, né à N'Djaména le 10 mai 1990, est un écrivain, chercheur en paix et sécurité et militant des droits humains tchadien.

## Biographie

### Formation
Titulaire d'un Master 2 en Droit International et Européen des Droits Fondamentaux de l'Université de Nantes, il est aussi titulaire d'une Licence en Droit de l'Université de Perpignan Via Domitia (Antenne de Dakar)

### Carrière
Entre 2018 et 2021, il est recruté par l'Union Africaine en tant que conseiller juridique du Représentant Spécial de l'Union Africaine en Coopération antiterroriste grâce au programme des jeunes volontaires de l'Union Africaine. Il sera membre de l'équipe de Recherche du Africa terrorism Bulletin.
Depuis 2021, il est Chercheur Associé au Timbuktu Institute de Dakar. Il intervient régulièrement sur des questions de paix et sécurité à la rubrique l'Hebdo africain de Medi 1 TV.
Après des expériences au sein des Cabinets d'Avocats et à l'Union Africaine, Joslain Djeria est actuellement Conseiller Juridique auprès d'une multinationale au Tchad. Il est un membre actif de la Ligue Tchadienne des Droits des Femmes.

## Publications
Le pacte: Recueil de poèmes chez les Éditions L'Harmattan, (2010)
L'Émergence du Droit pénal OHADA chez les Editions Universitaires Européennes (2015). Le document sera publié par l'OHADA dans la section doctrine.
La problématique de l’implication des jeunes africains dans le terrorisme et l’extrémisme violent dans la Revue Africaine sur le Terrorisme de l'Union Africaine.